# Degețel roșu
Degețelul roșu (Digitalis purpurea) este o plantă toxică din familia Plantaginaceae (familia Scrophulariaceae). Denumirea sa provine de la forma florilor (latină digitus - deget).

## Descriere
Digitalis purpurea  este o planta erbacee  bienală sau o plantă perenă de scurtă durata. Frunzele sunt aranjate în spirală, simple, 10–35 cm (3,9–13,8 in) lungi și 5–12 cm (2–5 in) late și sunt acoperite cu fire de păr pubescente și glandulare de culoare alb-cenușie, conferind o textură lână. Frunzele formează o rozetă strânsă la nivelul solului în primul an.
Tulpina de înflorire se dezvoltă în al doilea an, de obicei 1–2 m (3,3–6,6 ft) înălțime, uneori mai lungă. Florile sunt aranjate într-un cluster spectaculos, terminal, alungit, iar fiecare floare este tubulară și pendentă. Florile sunt de obicei violet, dar unele plante, în special cele cultivate, pot fi roz, trandafir, galben sau alb. Suprafața interioară a tubului de flori este puternic observată. Perioada de înflorire este la începutul verii, uneori cu tulpini de flori suplimentare care se dezvoltă mai târziu în sezon. Planta este frecventată de albine, care urcă chiar în interiorul tubului de flori pentru a câștiga nectarul din interior.
Fructul este o  capsulă care se desparte la maturitate pentru a elibera numeroasele mici 0,1-0,2 mm semințe s.

## Subspecii și hibrizi
- Digitalis purpurea  subsp. „purpurea” - cea mai mare parte a Europei
- Digitalis purpurea  subsp.  heywoodii  - Iberia
- Digitalis purpurea  subsp.  mariana  - Iberia

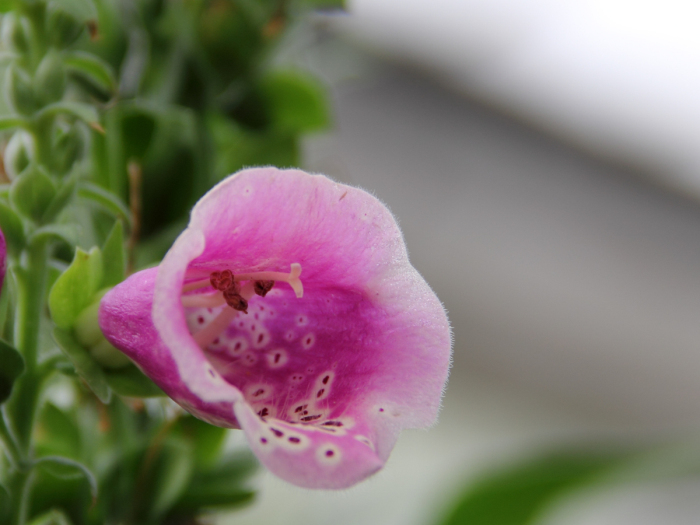
O singură floare de Digitalis purpurea

- Digitalis  ×  fulva , Lindl. 1821 (formula hibridă:  Digitalis grandiflora  Mill. ×  Digitalis purpurea  L.).